# Yılmaz Arslan
Pour les articles homonymes, voir Arslan.
Yılmaz Arslan est un réalisateur, scénariste et producteur allemand né le 20 avril 1968 à Kazanlı en Turquie.

## Biographie
Yılmaz Arslan est né à Kazanlı, située dans le Sud de la Turquie, en 1968. Il arrive à 7 ans en Allemagne où il intègre un internat pour enfants handicapés physiques à la suite d'une attaque de poliomyélite. Passionné par la musique et les arts graphiques dès l’adolescence, il joue du saxophone et des percussions.
En 1988, après avoir fondé la troupe de théâtre Sommer-Winter, il écrit sa première pièce de théâtre Ohnmacht des Alltags qui fut jouée en Allemagne, en Belgique et en France. Son premier film Langer Gang  écrit et réalisé au début des années 90 fut sélectionné au Festival de San Sebastián et honoré par le prix du meilleur nouveau réalisateur. En 1998, il écrit et réalise le film Yara sélectionné au 55ème Festival International du film de Venise. De 2002 à 2016, Yilmaz Arslan se consacre également à la production de films au sein de sa société Yılmaz Arslan Filmproduktion GmbH.
En 2005, il réalise le film Frères d'exil qui remporta le Léopard d’argent au Festival du film de Locarno et fut vendu dans 26 pays. À côté de ses activités de producteur, scénariste et réalisateur, il enseigne le cinéma au sein du réseau des instituts Goethe en Europe et participe à la commission de sélection de la Medien-und Filmgesellschaft Baden-Württemberg (MFG). En 2016, il crée une nouvelle société de production: MaxMa Film, et développe son prochain long-métrage Sandstern, avec Tarantula Luxembourg. Le film est sorti en salle le 2. octobre 2018.
Son cinéma est empreint de sa propre expérience de l'immigration. Ses films évoquent le problème du déracinement, de l'identité culturelle, le poids de la tradition dans une tonalité essentiellement dramatique. Il rejoint dans cette démarche, le cinéma de Pier Paolo Pasolini auquel il dédie d'ailleurs Frères d'exil.

## Filmographie
- 1992 : Chemin périlleux (Langer Gang)
- 1999 : La Blessure (Yara)
- 2002 : Angst isst Seele auf (court-métrage)
- 2005 : Frères d'exil (Brudermord)
- 2017 : Sandstern